# Pierre Louÿs
Pierre Louÿs, francoski pisatelj, * 10. december 1870, † 6. junij 1925.
Louÿs je pisal erotiko. Njegovo najbolj znamenito delo je Tri hčere svoje matere, ki je bilo prevedeno tudi v slovenščino. Kakor pred njim markiz de Sade, je bil tudi Pierre Louÿs preganjan zaradi svojih umetniških del. V svojih spisih in romanih je postavil spomenik prostitutkam.
1. ↑  data.bnf.fr: platforma za odprte podatke — 2011.
2. ↑  RKDartists
3. 1 2 3  Record #118780557 // Gemeinsame Normdatei — 2012—2016.
4. 1 2  Archivio Storico Ricordi — 1808.
5. ↑  podatkovna baza Léonore — ministère de la Culture.